# Burt L. Talcott

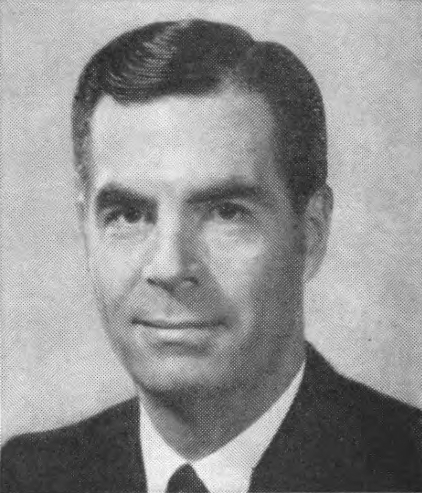
Burt L. Talcott (1969)

Burt Lacklen Talcott (* 22. Februar 1920 in Billings, Montana; † 29. Juli 2016 in Tacoma, Washington) war ein US-amerikanischer Politiker. Zwischen 1963 und 1977 vertrat er den Bundesstaat Kalifornien im US-Repräsentantenhaus.

## Werdegang
Burt Talcott besuchte die öffentlichen Schulen seiner Heimat und die Great Falls High School. Danach studierte er bis 1942 an der Stanford University. Zwischen 1942 und 1945 war er während des Zweiten Weltkrieges Bomberpilot im Fliegerkorps der US Army. Dabei geriet er nach einem Abschuss über Österreich für 14 Monate in deutsche Kriegsgefangenschaft. Später erhielt er für seine militärischen Verdienste die Air Medal und das Purple Heart. Nach einem anschließenden Jurastudium in Stanford und seiner 1948 erfolgten Zulassung als Rechtsanwalt begann er in Salinas in diesem Beruf zu arbeiten. Gleichzeitig schlug er als Mitglied der Republikanischen Partei eine politische Laufbahn ein.
Bei den Kongresswahlen des Jahres 1962 wurde Talcott im zwölften Wahlbezirk von Kalifornien in das US-Repräsentantenhaus in Washington, D.C. gewählt, wo er am 3. Januar 1963 die Nachfolge von Bernice F. Sisk antrat. Nach sechs Wiederwahlen konnte er bis zum 3. Januar 1977 acht Legislaturperioden im Kongress absolvieren. Seit 1975 vertrat er dort den 16. Distrikt seines Staates. Im Jahr 1976 wurde er nicht wiedergewählt.
Nach dem Ende seiner Zeit im US-Repräsentantenhaus war Talcott zwischen 1977 und 1986 Präsident der Beraterfirma Talcott, McCabe and Associates. Außerdem betätigte er sich in verschiedenen privaten und öffentlichen Gremien. Unter anderem arbeitete er für das Pierce County im Bundesstaat Washington.